# For Her Father's Sake (film 1912)
For Her Father's Sake è un cortometraggio muto del 1912 diretto da Ulysses Davis. Il film, prodotto dalla Champion Film Company di Mark M. Dintenfass, aveva come protagonista Evelyn Francis.

## Produzione
Il film fu prodotto dalla Champion Film Company, una compagnia indipendente che Dintenfass aveva fondato nel 1909, stabilendone gli studi a Fort Lee, nel New Jersey.

## Distribuzione
Distribuito dalla Motion Picture Distributors and Sales Company, il film - un cortometraggio di una bobina - uscì nelle sale cinematografiche USA il 14 febbraio 1912.